# Alfonso VII de Ribagorza
Alfonso VII de Ribagorza o Alfonso Felipe de Gurrea y Aragón (Zaragoza, 1487-1550) fue un noble aragonés, conde de Ribagorza y duque de Luna. Era el único hijo superviviente de Juan II de Ribagorza y de su esposa María López de Gurrea Torrellas, llamada la Ricahembra.
En 1512 recibió en Logroño el título de conde de Ribagorza de su padre Juan.
Su residencia habitual era en Pedrola.

## Matrimonios y descendencia
En 1503 se casó en primeras nupcias con Isabel de Cardona y Enríquez (1480-6 de julio de 1512), hija de Juan Ramón Folch IV de Cardona, I duque de Cardona, y de su esposa Aldonza Enríquez, media hermana de Juana Enríquez y media tía de Fernando el Católico. Fruto de este matrimonio nacieron cinco hijas: 
- Aldonza de Aragón y Cardona, en 1523 contrajo matrimonio con Guillén Ramón de Castro Pinós, IX vizconde de Ebol; con descendencia.
- María de Aragón y Cardona, casada con Antonio Roger de Eril y Orcau, barón de Eril.
- Ana de Aragón y Cardona, casada con Juan de Torrellas de Gurrea y Bardaji.
- Isabel de Aragón y Cardona, casada con Gonzalo de Paternoy y Coscón, hijo de Gonzalo de Paternoy, señor del Castillo de Ruesta, y de su esposa María Coscón; con descendencia.
- Juana de Aragón y Cardona, soltera y sin descendencia.

Contrajo segundas nupcias con Isabel de Espés, de quién no tuvo descendencia.
En 1514 se casó en terceras nupcias con Ana Sarmiento y Ulloa, hija de Diego Sarmiento Gómez de Sarmiento, II conde de Salinas, y de su esposa María de Ulloa y Castilla (bisnieta de Pedro de Castilla y Eril, obispo de Osma y de Palencia), con la que tuvo a: 
- Martín de Gurrea y Aragón (1526-1581), IV duque de Villahermosa y conde de Ribagorza.
- Adriana de Aragón y Sarmiento, soltera y sin descendencia.
- Marina de Aragón y Sarmiento, soltera y sin descendencia.
- Esperanza de Aragón y Sarmiento, casada con Juan Coloma y Cardona, I conde de Elda.
- Francisca de Aragón y Sarmiento, casada con Juan de Valterra, señor de Montanges.
- Ana de Aragón y Sarmiento, soltera y sin descendencia.
- Catalina de Aragón y Sarmiento, soltera y sin descendencia.
- Ángela de Aragón y Sarmiento, soltera y sin descendencia.

| Predecesor: Juan II | Conde de Ribagorza 1512-1550 | Sucesor: Martín de Gurrea y Aragón |
| Predecesor: Juan II | Duque de Luna 1528-1550      | Sucesor: -                         |